# Fokker V.27
Fokker V.27 là một mẫu thử máy bay tiêm kích cánh đơn của Đức, do Reinhold Platz thiết kế, Fokker-Flugzeugwerke chế tạo.